# Advanced Encryption Standard
I kryptografien er Advanced Encryption Standard (AES), også kendt som Rijndael, en blokkrypteringsalgoritme som blev ophøjet til krypteringsstandard af den amerikanske regering. Den forventes at blive brugt over hele verden, og er som sin forgænger DES blev udsat for omfattende analyse. AES blev gjort til national amerikansk standard (FIPS) af det amerikanske standardiseringsinstitut NIST i november 2001 efter en 5-årig standardiseringsproces.
Algoritmen blev udviklet af to belgiske kryptografer, Joan Daemen og Vincent Rijmen, og indleveret til AES udvælgelsesprocessen under navnet "Rijndael", et blandingsord bestående af opfindernes navne. Rijndael kan udtales "Rajndarl", (IPA: [ɹaindal]).

### Implementeringer
- Det GPL-licenserede Nettle bibliotek omfatter også en AES implementation

## Notes
- Blokstørrelser på 128, 160, 192, 224, og 256 bits understøttes af Rijndael algoritmen, men kun 128 bit blokstørrelse er specificeret i AES standarden.
- Nøglestørrelser på 128, 160, 192, 224, og 256 bits understøttes af Rijndael algoritmen, men kun nøglestørrelser på 128, 192, og 256 bit er specificeret i AES standarden.